# أوجستينا من أراغون
أوجستينا من أراغون (4 مارس 1786- 29 مايو 1857) بطلة إسبانية دافعت عن إسبانيا خلال حرب الاستقلال الإسبانية. بداية كمدنية وأخيراً كضابط محترف في الجيش الإسبانى. معروفة كجان دارك الإسبانى". كانت الموضوع الرئيسى لكثير من الفلكلورو الأساطير والأعمال الفنية، بما في ذلك رسومات فرانثيسكو دى غوياوأشعار اللورد بايرون.

## حصار سرقسطة

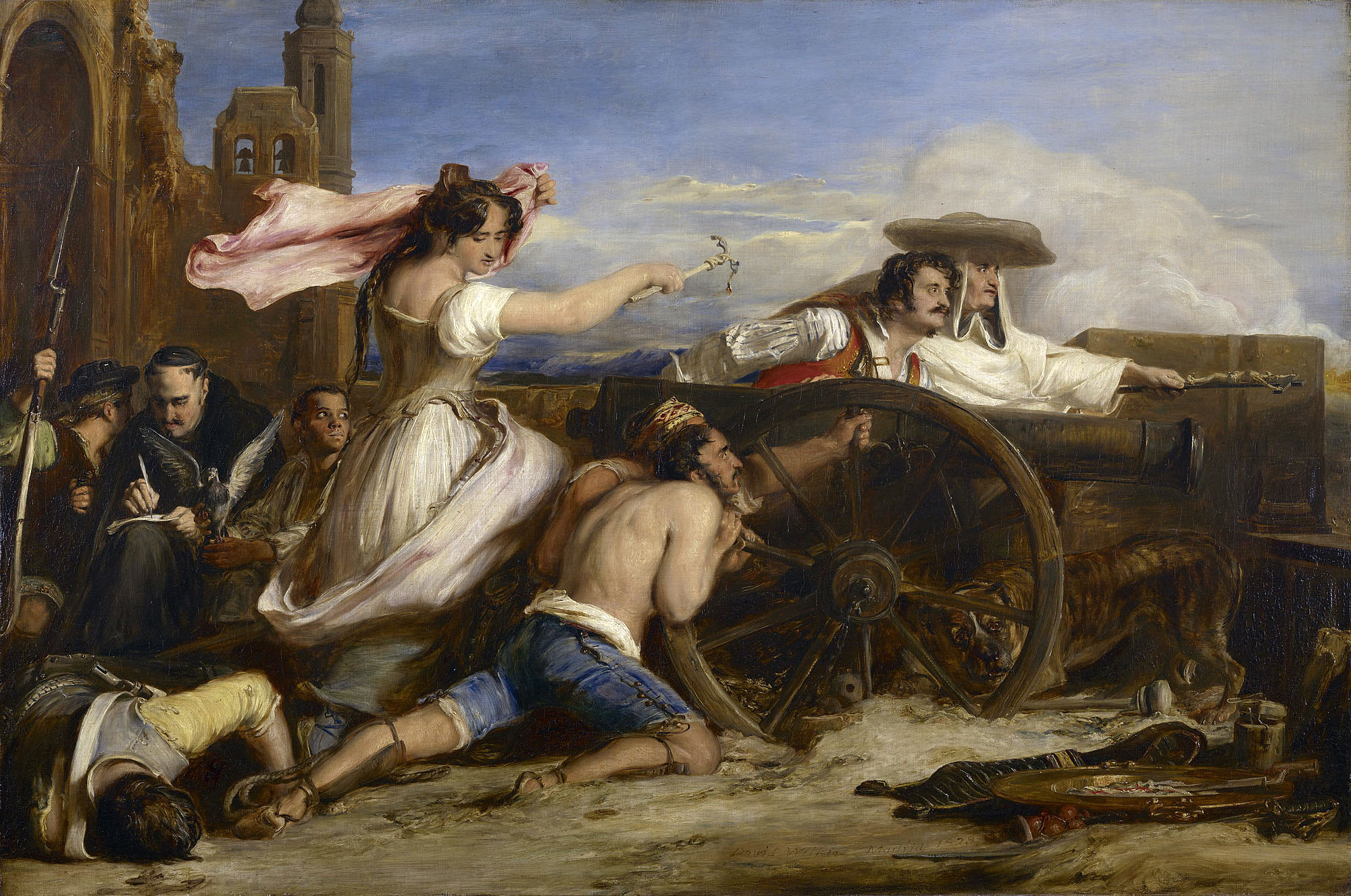
أوجستينا خادمة سرقسطة تضرب النار على الغزاة الفرنسيين. لوحة الفنان (ديفيد ويكلى)

في صيف 1808، كانت سرقسطة واحدة من أواخر المدن في شمال إسبانيا التي لم تسقط في يد قوات نابليون الأول ومن ثم، مع مرور وقت الحصار اختنقت بأعداد كبيرة من اللاجئين الفارين من تقدم الجيش الفرنسى الضخم. في أول يونيو بدأ الجيش الفرنسى في التقدم إلى سرقسطة التي لم تر الحرب منذ 450 عاماً والتي تحتفظ بقوة صغيرة تحت قيادة خوسيه دى بالافوكس الذي يمتلك بطولة يمكنها أن تنافس بطولة أوجستينا. 

في 15 يونيو 1808، اقتحم الجيش الفرنسى بورتيو، وهي بوابة قديمة للمدينة دافعت بخليط من بطاريات المدافع القديمة وعدد فائق من وحدات المتطوعيين. وصلت أوجستينا إلى الأسوار مع سلة من التفاح لتغذية قوات المدفعية، فشاهدت المدافعيين القريبيين يسقطون قتلى بالحراب الفرنسية. تم كسر صفوف القوات الإسبانية، بعد أن تعرضوا لخسائر فادحة، وتركوا نقاط دفاعاتهم . كانت القوات الفرنسية على بعد أمتار قليلة، ركضت أوجستينا بنفسها إلى الأمام، وجهت المدافع، اشعلت الفتيل، إنطلقت طلقة مزقت مجموعة من المهاجمين الفرنسيين على مسافة قريبة.
رؤية إمراة وحيدة شجاعة تزود المدافع ألهمت الفارين من القوات الإسبانية وبعض المتطوعين على العودة ومساعدتها. بعد صراع دامى، تخلى الفرنسيين عن هجومهم على سرقسطة والتلخى عن حصارها لبضع من الأسابيع القصيرة قبل عودتهم ليشقوا طريقهم إلى المدينة، البيت تلو الآخر.
مع التكلفة البشرية إثباتاً للفظاعة حقاً على كلا الجانبين وتوصل دفاعات المدينة إلي حالة ميؤؤس منها من تدارك الموقف، أخيراً قَبَل بلافوكس الاستسلام للأمر اللامفر منه واُجبر على تسليم المدينة للفرنسيين. وعلى الرغم من الهزيمة النهائية، إلا أن ما فعلته أوجستينا أصبح إلهام لكل من هم ضد العدوان الفرنسى وفي وقت لاحق لكل أنصار الحركة النسوية.

## الخلفية التاريخية

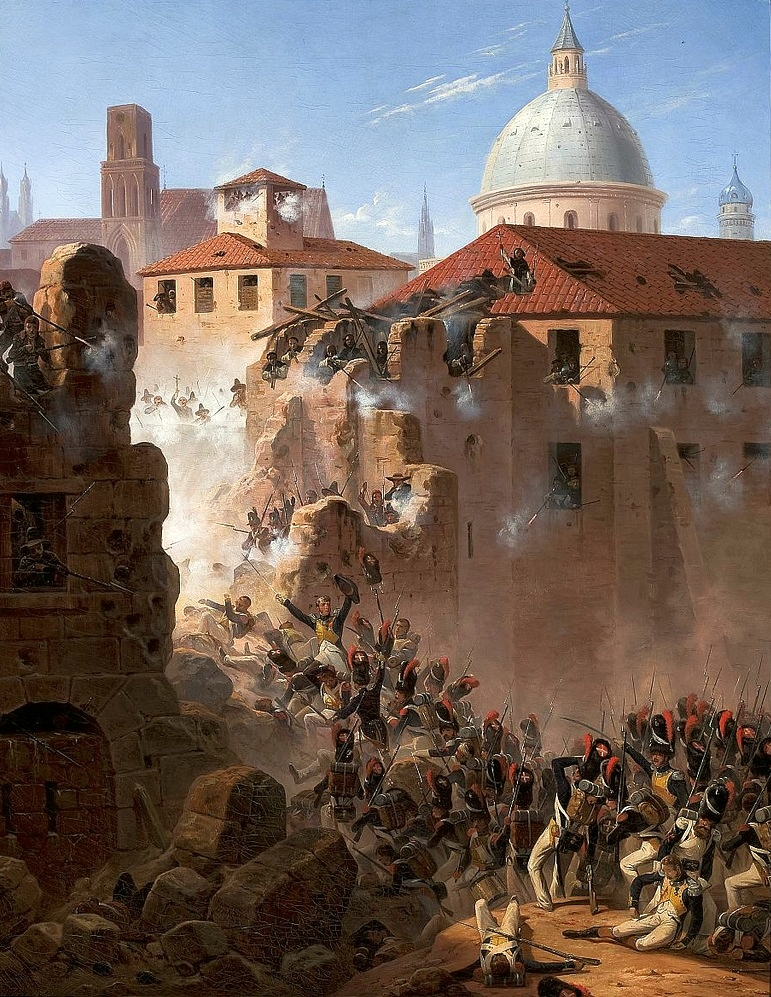
الاعتداء على سرقسطة.

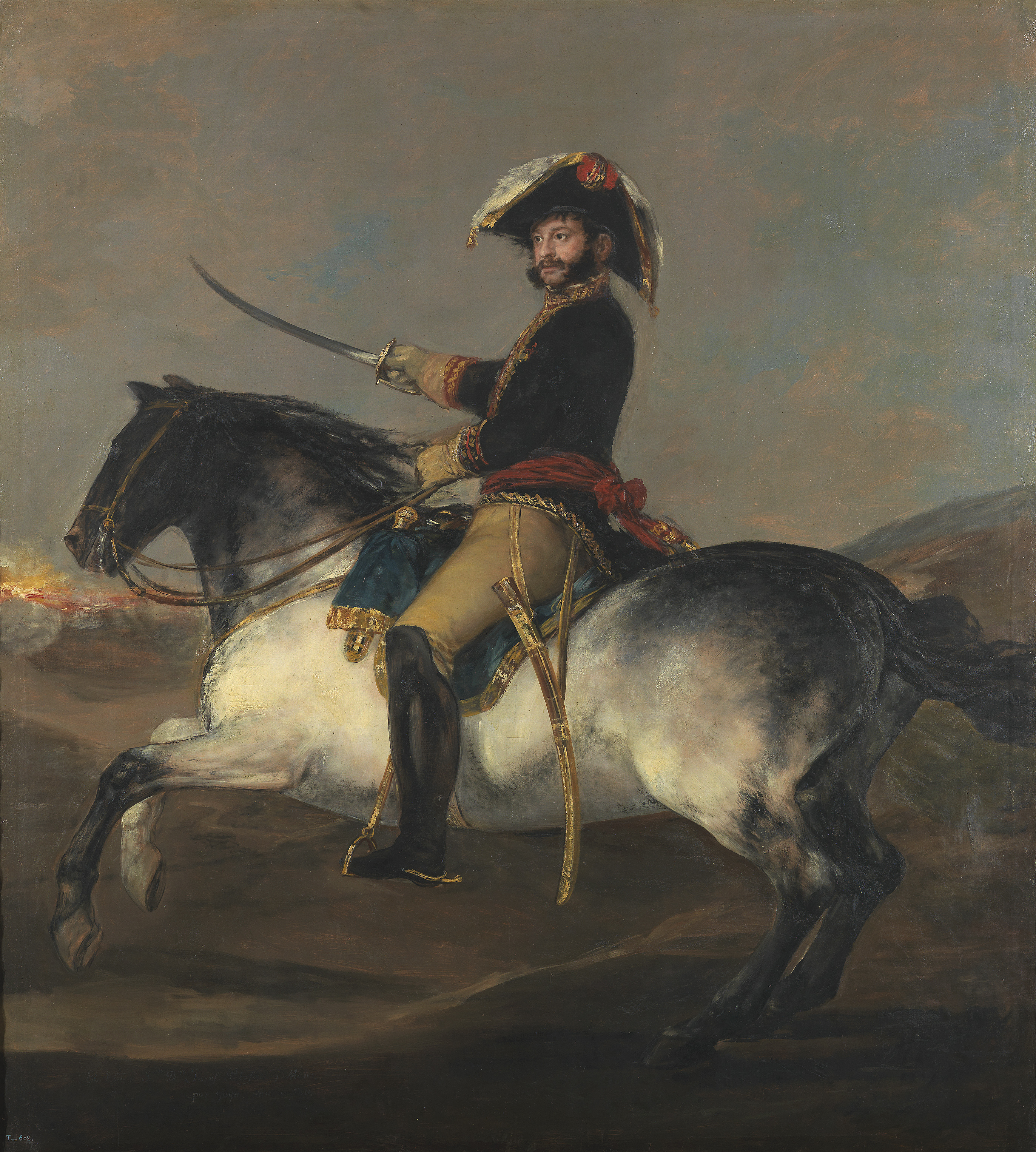
دوق سرقسطة، غويا

تشير التسجيلات الأصلية عن أوجستينا أنها ليست وطنية متحمسة وليست تقية، ولكنها فتاة تقليدية حفذتها الحرب. في الأعراف السائدة في ذلك الوقت، تمثل المرأة التي تأخذ على عاتقها واجبات «رجولية» مشكلة للمجتمع. ومع ذلك، كما اُعتبر الملك الأسبانى السجين لدى فرنسا أنه مسح من الله، أعلنت الكنيسة أنه من الواجب على كل إسباني حمل السلاح ضد خاطفيه. 

الكثير من الأماكن يتم إدعائها على أنها محل ميلاد أوجستينا. تقترح معظم السير الذاتية بأنها وُلِدَت في ريوس، طراغونة في عام 1786. في وقت مبكر، انتقلت عائلتها إلي مدريد. إزعاج لإسبانيا، اظهرت استقلال لعقلها في سن مبكرة وتشير التسجيلات أنها كانت مصدر إزعاج مستمر وكانت تتسكع في ثكنات الجيش في سن الثالثة عشر. 

على الرغم من تسجيلات التاريخ المشهورة بأنها تزوجت عن حب في سن السادسة عشر، تم التشكيك في سن ابنها عند وفاته، مما يشير إلي أنها ربما بالغعل كانت حاملاً في ذلك الوقت من زوجها عسكرى المدفعية خوان روكا فيلا سيكا. لم يظهر اسم طفلها البكر في السجلات المشهورة على الرغم من شاهد مقبرة يشير علي إنه أوجينيو. على الرغم أن زوجها كان يعمل في الجيش وقد تم اشتعال حرب شبه الجزيرة الأيبيرية، إلا أنها غادرته فجأة للعودة إلي منزل شقيقتها في سرقسطة.

### أحد زعماء المقاومة

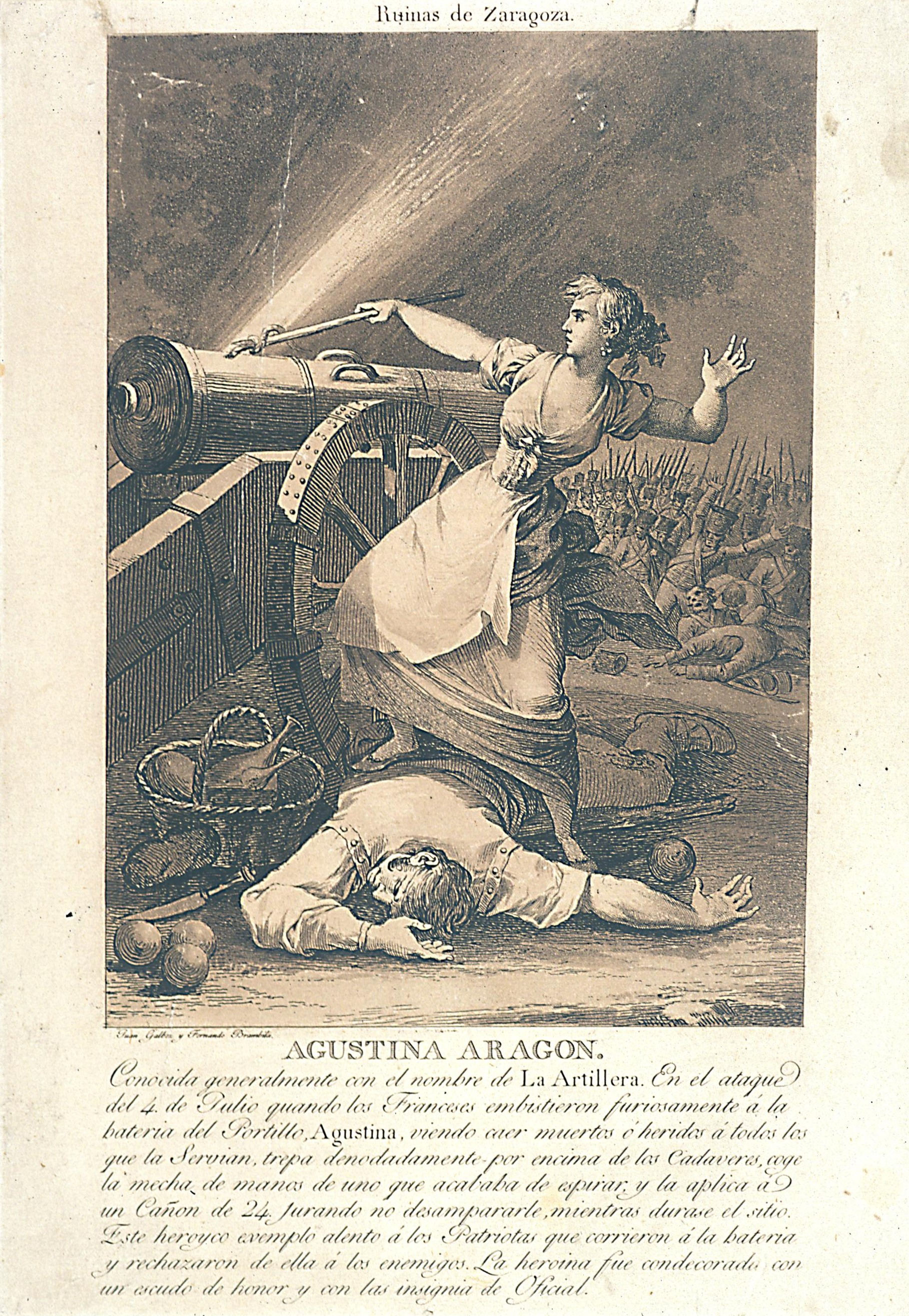
تصوير معاصر لأوجستينا في ورقة من زمن الحرب الإسبانية، 1813.

ومع ذلك فقد طغت صورة أوجستينا كمنقذ سرقسطة على أفعالها في وقت لاحق. بعد إلقاء القبض عليها، تم حبسها وقد رأت أوجينيو يموت على يد الحراس الفرنسيين. ومن بعد ذلك شنت عملية هروب جريئة وأصبحت على مستوى منخفض قائداً للمتمردين في حروب العصابات، للمساعدة في المداهمات والهجمات التي تضايق الجيش الفرنسى. وكتدهور الوضع الأستراتيجى للجيش الفرنسى، أصبح دورها متعصب بزيادة وكانت الإمدادات والتدريبات تقدم سراً من قبل دوق ونغلتون.

### معركة فيتوريا
بدأت أوجستينا أن تحارب من أجل القوات المتحالفة كالضابطة الوحيدة في جيش ونغلتون وقد تمت ترقيتها في نهاية المطاف إلى رتبة نقيب. في 21 من يونيو 1813، كانت بمثابة قائد بخط الإمداد الأمامى في معركة فيتوريا تحت قيادة الرائد كرينكروس، الذي يقدم تقاريره مباشرة إلى ونغلتون شخصياً. كانت هذه المعركة لرؤية الجيش الفرنسى الذي احتل إسبانيا بعد أن تم تحطيمه فعلياً وغير قابل للإصلاح وقد تم طردهم من إسبانيا.

### حياتها الأخيرة ووفاتها
بعد الحرب، قد تزوجت من طبيب، وفي وقت متأخر من العمر، أصبحت مشهورة برؤيتها كسيدة مُسَنة محترمة، ترتدى الميداليات، والتي اعتادت الذهاب للمشى حول بورتيو. تُوفيت أوجستينا من أراغون عن عمر ينازه ال71 عاماً في سبتة. حتى 1870 ظلت مدفونة في كنيسة سيدة بيلار حتى 14 يونيو 1908 عندما تم نقله إلى كنيسة البشارة في كنيسة السيدة العذراء (نوسترا سينيورا ديل بورتيو).

## غويا واللورد بايرون

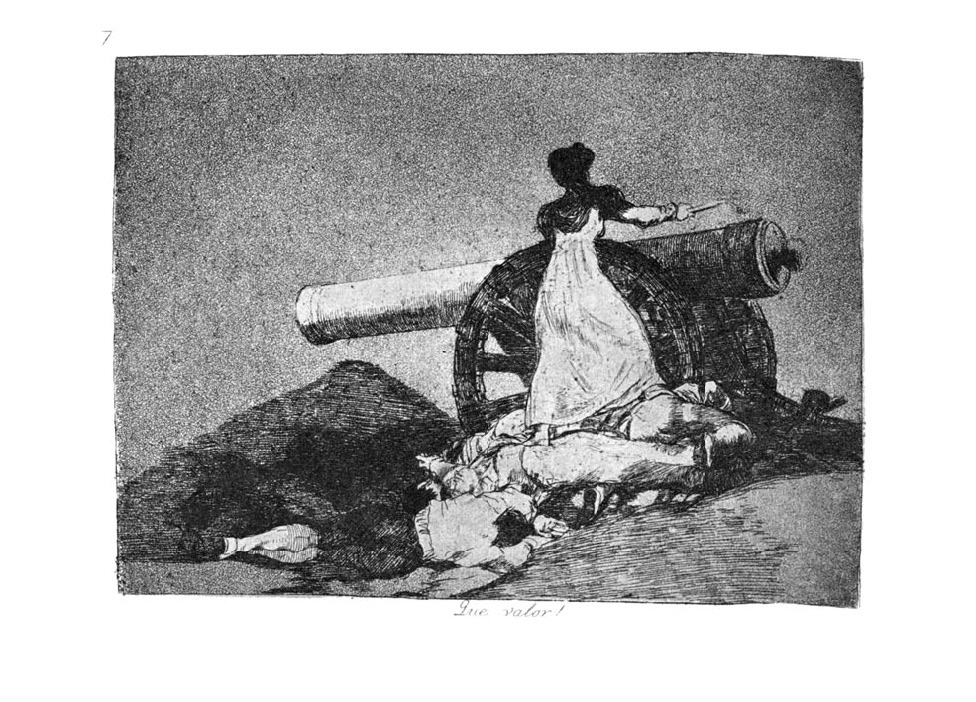
لوحة في سلسلة فرانثيسكو غويا كوارث الحرب

تعتبر أوجستينا هي الشخصية الوحيدة التي يمكن التعرف عليها في سلسلة كوارث الحرب التي رسمها الفنان الإسبانى غويا والذي هو نفسه من نفس المدينة. كتب النبيل بايرونالعديد من الأبيات المفصلة عن أوجستينا في قصيدته تشايلد هارولد. عُرف عن بايرون سفره إلى جميع أرجاء أوروبا، وفي كثير من الأحيان يرحل من الأماكن قبل وصول القوات البريطانية إليها. على الرغم من اعتبارها من قبل معظم النقاد على سبيل الخطأ بأنها متزوجة، «تشايلد هارولد» ينص بوضوح على أن السبب الرئيسي للذهاب للدفاع عن المدينة بتزويدها للمدافع هو ارتباط أوجستينا بعلاقة غير شرعية مع حبيب في المدينة اسمه راؤول وأن إصابته المميته في الصفوف الأمامية دفعتها لما فعلته. على الرغم من الافتراض أن بايرون وأوجستينا لم يتقابلا أبداً قبل كتابة تشايلد هارولد إلا أن التسجيلات توضح أنهما قد تقابلا لاحقاً بعد كتابتها.

## الملاحظات
1. ↑  Marvin D'Lugo, 0313294747 Guide to the cinema of Spain نسخة محفوظة 28 مايو 2016 على موقع واي باك مشين.
2. ↑  Connell, p. 162